# Parempheriella australis
Parempheriella australis är en tvåvingeart som beskrevs av Vaisanen 1994. Parempheriella australis ingår i släktet Parempheriella och familjen svampmyggor. Inga underarter finns listade i Catalogue of Life.